# Jan Šincl
Jan Šincl (26. dubna 1902 – ?) byl český fotbalový brankář.

## Hráčská kariéra
V československé lize chytal za AFK Vršovice (dobový název Bohemians) ve 3 utkáních, v nichž obdržel devět branek. Do Bohemians přišel z SK Hodolany v první polovině 20. let 20. století.

### Prvoligová bilance
| Ročník             | Zápasy | Góly | Minuty | Nuly | Klub         |
| ------------------ | ------ | ---- | ------ | ---- | ------------ |
| I. liga 1925       | 2      | 0    | 180    | 0    | AFK Vršovice |
| I. liga 1925/26    | 1      | 0    | 90     | 0    | AFK Vršovice |
| CELKEM I. ČS. LIGA | 3      | 0    | 270    | 0    |              |